# Kaba-chan
Eiji Kabashima (椛島 永次, Kabashima Eiji, né le 19 juin 1969 à Yanagawa dans la préfecture de Fukuoka), mieux connu sous son nom de scène Kaba-chan (KABA.ちゃん), est un chorégraphe et une personnalité médiatique japonais. Après avoir appris la danse à New York, il retourne au Japon et a été choisi pour devenir un membre du groupe musical Dos avec Taeko Nishikawa et Asami Yoshino. Déjà connu pour son caractère flamboyant dans Dos, il a fait son coming-out dans un épisode de 2002 du spectacle de variété Dancing Sanma Palace et devint plus tard un panéliste régulier sur Waratte iitomo! de 2002 à 2005.

## Chorégraphie
- SMAP
  - SMAP×SMAP
  - Sekai ni Hitotsu Dake no Hana
  - SMAP concerts
- Namie Amuro
  - Body Feels Exit
  - Chase the Chance
  - Don't Wanna Cry
  - You're My Sunshine
  - Sweet 19 Blues
  - A Walk in the Park
  - How to Be a Girl
  - Toi et moi
  - Play
  - Namie Amuro ''Play'' Tour 2007–2008
- Tomomi Kahala
  - keep yourself alive
  - I Believe
  - Arigato ne!
- dos
  - Baby baby baby
  - More Kiss
  - Close Your Eyes
- Toshinori Yonekura
- Tanpopo
  - Last Kiss
- MAX
  - Love impact
  - Ginga no Chikai
- Arisa Mizuki
- Sanpei
  - Sanpei Days
  - Sanpei no 39 Days
  - Sanpei no Everyday
- Rag Fair
  - Rabu Rabu na Couple, Furi Furi de Chū
- Chiaki avec Kaba-chan
  - Tsuraine Akachan!
- Keiko Matsuzaka
- Pink Lady
  - Memorial concert
- Peter
- Pabo
  - Koi no Hexagon
- Yazima Beauty Salon
  - Hamaguri Bomber

## Discographie
- "Challenger!!/Smile" (チャレンジャー!!/スマイル, Charenjā!!/Sumairu?, 28 avril 2004) réalisée par Rica Matsumoto/Toshiko Ezaki
  - Track 3: "Pokémon Ieru ka na? 2004" (ポケモン言えるかな? 2004?) réalisée par Kaba-chan with the Dangerous Friends × 3 (KABA.ちゃん with 愉快な仲間×3, Kaba.chan wisu Kiken na Nakama kakeru 3?)
- "Tsuraine Akachan!/Saikin Hayari no Make Uta" (つらいね赤ちゃん!/最近ハヤリのメイク歌, Tsuraine Akachan!/Saikin Hayari no Meiku Uta?, 7 juillet 2004) réalisée par Chiaki avec Kaba-chan
- "Odorimasenka?" (踊りませんか??, August 24, 2005) réalisée par C.K.M. (Chiaki, Kaba-chan, & Monroe)

## Filmographie

### Film
- Arashi no Yoru Ni - Grand-mère de chèvre
- Pokémon: Destiny Deoxys - Camée voix
- Yazima Beauty Salon The Movie: Atteindre un Rêve Nevada - Femme de ménage mystérieuse

### Télévision
- Waratte iitomo! (régulier d'octobre 2002 à mars 2003)
- Pokémon Chronicles
- Commentateur à la Super Morning
- Jungle Tantei (2009) - Hippo (Voix)
- Kamen Rider Wizard (2012) - Gestionnaire Donut Shop Hungry